# Spacer (Halbleitertechnik)

Spacer-Bildung an einer beliebigen vorhandenen Struktur durch konforme Abscheidung und anschließender anisotroper Ätzung einer Schicht.

Querschnitt durch einen IC auf einem Silicon-on-Sapphire-Substrat. Dabei ist seitlich am Gate-Schichtstapel ein einfacher Spacer dargestellt

Als Spacer (engl. für ‚Abstandshalter, Platzhalter, Abstandsstück‘), auch sidewall spacer genannt, werden in der Halbleitertechnik dünne Schichten an einer Seitenwand bzw. Stufe bezeichnet. Im Allgemeinen wird der Begriff auf seitlich am Gate-Schichtstapel befindliche Schichten von Metall-Isolator-Halbleiter-Feldeffekttransistoren bezogen. Sie bestehen in der Regel aus Siliziumdioxid oder Siliziumnitrid, zwei Standardmaterialien der Halbleitertechnik.
Solche Spacer dienen während der Herstellung von mikroelektronischen Schaltkreisen unter anderem als Schutzschicht für den Gate-Schichtstapel vor Ätzangriffen durch nasschemisches Ätzen oder kommen als Opferschicht bei bestimmten Herstellungsverfahren zum Einsatz.

## Herstellung
Die Herstellung von Spacern erfolgt in zwei wesentlichen Schritten. Zunächst wird einer Schicht aus Siliziumdioxid oder Siliziumnitrid mit Beschichtungsprozess abgeschieden, der sich vor allem durch eine gute Kantenbedeckung auszeichnet (in der Regel ein Verfahren der chemischen Gasphasenabscheidung). Im zweiten Schritt wird diese Schicht durch einen stark anistotropen Ätzschritt (Trockenätzen) von oben herab entfernt. Durch die starke Anisotropie wird dabei die Schicht auf der Oberseite der Gate-Elektrode, den Source- und Drain-Gebieten sowie den Isolationsbereichen entfernt, bleibt aber an den Seitenwänden der Gate-Elektrode erhalten.

## Anwendung
Spacer werden unter anderen eingesetzt, um Kanten und Stufen auf dem Wafer gegen äußere Angriffe zu schützen oder elektrisch zu isolieren, beispielsweise die Seitenflächen einer Gate-Elektrode.
Darüber hinaus werden sie zur Versetzung einer bestehenden Kante bzw. Stufe verwendet. Dabei handelt es sich in der Regel um eine Versetzung die deutlich geringer ist, als das Auflösungsvermögen der eingesetzten lithografischen Strukturierung. Dieser Ansatz bietet zudem den Vorteil, dass kein Overlay-Versatz gegenüber der vorherigen Maskierung auftritt. Techniken, die Spacer auf diese Weise nutzen, werden häufig auch als „selbstjustierend“ bezeichnet, beispielsweise die Herstellung von selbstjustierenden Source-/Drain-Kontakten oder selbstjustierende Implantationsbereiche.
Zu diesem Zweck werden Spacer auch bei einer Mehrfachstrukturierungstechnik eingesetzt, um kleinere periodische Strukturen herzustellen, als es die fotolithografische Strukturierung gestattet, dem self-aligned (spacer) double pattering (SaDP).